# Бугайський Павло Віталійович
Павло Віталійович Бугайський (5 серпня 1994, м. Тернопіль — 23 лютого 2023, біля с. Дубово-Василівка, Донецька область) — український військовослужбовець, солдат Збройних сил України, учасник російсько-української війни. Почесний громадянин міста Тернополя (2023, посмертно).

## Життєпис
Павло Бугайський 5 серпня 1994 року в Тернополі.
Навчався в Тернопільській загальноосвітній школі № 19. Закінчив Технічний коледж Тернопільського національного технічного університету імені Івана Пулюя, університет в Китаї. Проживав у Львові.
Гранатометник аеромобільного батальйону. Загинув 23 лютого 2023 року під час виконання бойового завдання у важких боях біля с. Дубово-Василівка на Донеччині.
Похований 2 березня 2023 року на Алеї Героїв Микулинецького кладовища м. Тернопіль.
Залишилися батьки та брат.

## Нагороди
- Орден «За мужність» ІІІ ступеня (28 вересня 2023, посмертно) — за особисту мужність, виявлену у захисті державного суверенітету та територіальної цілісності України, самовіддане виконання військового обов'язку[1]
- почесний громадянин міста Тернополя (3 березня 2023, посмертно) — за вагомий особистий вклад у становленні української державності та особисту мужність і героїзм у виявленні у захисті державного суверенітету та територіальної цілісності України[2].